# Francisco Nagib
Francisco Nagib Buzar de Oliveira (Codó), é um político brasileiro, filiado ao PSB. Nas eleições de 2022, foi eleito deputado estadual pelo MA. nasceu em 4 de outubro de 1984, nas eleições de 2022, com 53.125 votos.
Foi prefeito do município de Codó, no período de 2017 a 2020, e diretor-geral do Departamento Estadual de Trânsito do Maranhão (Detran-MA), de março de 2021 a março de 2022.
É filho de  Francisco Carlos de Oliveira e Teresinha de Maria Buzar de Oliveira. Casado com Agnes Bacelar Oliveira e pai de Francisco Carlos Neto.

## Formação
Nagib é graduado em Administração de Empresas pela Universidade Ceuma. É empresário e vice-presidente do Grupo F.C. Oliveira. Tem como marca ser um gestor dinâmico e resolutivo.